# روشناوند (بیرجند)
روشناوند روستایی است در دهستان فشارود از توابع بخش مرکزی شهرستان بیرجند، واقع در استان خراسان جنوبی که بر پایه سرشماری عمومی نفوس و مسکن در سال ۱۳۹۵ جمعیت این روستا ۱۱۳ نفر (در ۵۴ خانوار) بوده‌است.